# 松田宏也
松田 宏也（まつだ ひろなり、1955年12月28日 - ）は、日本の登山家。大分県佐伯市出身。

## 人物
同志社大学の山岳同好会に所属し、アラスカのヘイズ山登頂などで経験を積む。卒業後は日本ペイントに就職。1979年に千葉県の市川山岳会に入会する。
1982年5月、市川山岳会隊の一員として中華人民共和国四川省の大雪山脈ミニヤコンカへの登頂に挑戦。同隊員の菅原信をパートナーとし、2人で頂上を目指すものの、悪天候に阻まれて下山。しかし頼みの綱であったサポート隊がキャンプを撤収して下山した後であったため、菅原と2人での下山を強いられる。途中、菅原は衰弱により下山することができず、単独での下山となった松田は山中を19日間さまよった末、満身創痍のところを地元民に発見され、奇跡的に生還を遂げた。
松田たちの遭難には、下山途中に菅原がトランシーバーでサポート隊に状況を伝えた際、生存を諦めるような悲壮的な会話をしており、まだ体力のある松田が通信を交代しようとしたものの、トランシーバーが凍結で故障し、サポート隊が松田たちを遭難死と早計したという事情があった。一方で山中での松田は、限界に達した菅原と2人では確実に共倒れすると判断し、菅原と別れて単独で下山しており、山中で何度も菅原に詫びたという。このことで、パートナーを見殺しにしたという厳しい声を浴びたこともある。また。菅原の捜索のために入山した菅原の同期生・中谷武も、高山病で死亡している。
生還を遂げた松田は手足が凍傷に侵されていたため、手術により両手の指のほとんどと、両脚の膝下を切断される。2年近いリハビリテーションの末、義肢により自動車の運転が可能なほどに回復し、元の職場にも復職。その後も切断障害を抱えた身でありながら、1986年に厳冬の富士山に単独登頂、1988年に厳冬の北海道斜里岳に登頂、1995年にはヒマラヤ山脈のシシャパンマへ遠征して7900メートル地点まで到達するなど、現役の登山家として活躍を続けている。
著書に、ミニヤコンカでの山中の件を綴った『ミニヤコンカ奇跡の生還』、その後の復帰の過程を綴った『足よ手よ、僕はまた登る』があり、講演でも活躍している。

## その他
1991年末に、『トーヨコカップ・ジャパングアムヨットレース'92』に参加し、転覆事故の末、27日間海上を漂流し、ただ一人生還した佐野三治は、病院に収容された後、入院中にある看護婦から松田の著書を薦められ、目を通していくうちに、自身が置かれていた状況に似ていたことに共感した。佐野は退院後に松田を知人のヨットに誘って話し合い、自らの体験談を執筆することを決心した。

## 著作
- 『ミニヤコンカ奇跡の生還』山と溪谷社〈山溪ノンフィクション・ブックス〉、1983年1月。ISBN 978-4-635-04138-6。
  - 『ミニヤコンカ奇跡の生還』徳丸壮也構成、山と溪谷社〈ヤマケイ文庫〉、2010年11月。ISBN 978-4-635-04724-1。
- 『足よ手よ、僕はまた登る』山と溪谷社〈山渓ノンフィクション・ブックス〉、1984年。ISBN 978-4-635-04141-6。
- 山と渓谷社編 編『自然との対話 24人のトークコレクション』山と溪谷社、2001年（原著1993年）。ISBN 978-4-635-64001-5。（共著）